# 艾美亞·盧比斯·迪·路拿
艾美亞·盧比斯·迪·路拿（Almir Lopes de Luna，1982年5月20日—），是巴西的足球運動員，司職前鋒。

## 球會生涯
- 1999  保地花高FC
- 2001-2005  保地花高
- 2005-2007  邦迪比達
- 2007  蔚山現代
- 2008  明尼路
- 2008-2009  蔚山現代
- 2010-  浦项制铁

## 連結
- atletico.com.br （葡萄牙文）